# Karl-Heinz Krüger
Karl-Heinz Krüger (* 25. Dezember 1953 in Templin) ist ein ehemaliger deutscher Boxer, der Medaillen bei Olympischen Spielen, Welt- und Europameisterschaften gewann.

## Werdegang
Krüger begann als Jugendlicher mit dem Boxen. Auf Grund seiner guten boxerischen Perspektiven wurde er zum ASK Vorwärts Frankfurt delegiert und dort von Manfred Wolke trainiert. Erstmals in Erscheinung trat er 1975, als er die DDR in einem Länderkampf gegen Polen vertrat und im Weltergewicht zu einem Punktsieg über Zbigniew Kicka kam.
1976 belegte er bei der DDR-Meisterschaft im Weltergewicht hinter Jochen Bachfeld und Peter Spilski den dritten Platz.
Bei dem großen internationalen Boxturnier des kubanischen Box-Verbandes „Giraldo-Cordova-Cardin“ in Pinar del Río kämpfte sich Karl-Heinz Krüger bis in das Finale vor und unterlag in diesem gegen Emilio Correa nach Punkten. Angesichts der harten Konkurrenz durch die kubanischen Boxer, eine herausragende Leistung.
1977 wurde er dann mit einem Punktsieg im Finale über Detlef Kästner erstmals DDR-Meister im Weltergewicht. Im gleichen Jahr vertrat er die DDR bei der Europameisterschaft in Halle (Saale). Er gewann dort gegen den Polen Bolesław Nowik (5:0), Gianfranco Rosi aus Italien (5:0) und den Rumänen Vasile Cicu (5:0) jeweils klar nach Punkten. Im Endkampf verlor er aber mit dem gleichen Ergebnis gegen den sowjetischen Sportler Waleri Limasow und belegte damit den zweiten Platz.
1978 trainierte Karl-Heinz Krüger der besseren internationalen Perspektiven wegen in das Halbweltergewicht ab. Er verlor bei der DDR-Meisterschaft 1978 in dieser Gewichtsklasse im Finale überraschend gegen Olaf Schneider nach Punkten (2:3), wurde aber trotzdem bei der Weltmeisterschaft in Belgrad eingesetzt. Er siegte dort über den US-Boxer Lemuel Steeples (5:0) nach Punkten und über Christos Kakouris aus Griechenland durch Abbruch in der zweiten Runde. Im Halbfinale musste er gegen den vom jugoslawischen Publikum frenetisch angefeuerten Einheimischen Mehmet Bogujevci eine knappe Punktniederlage (2:3) hinnehmen, die ihn aus dem Rennen warf. Eine WM-Bronzemedaille hatte er mit dem Erreichen des Halbfinales aber schon gewonnen.
1979 gewann Karl-Heinz Krüger seinen zweiten DDR-Meistertitel. Im Finale des Halbweltergewichtes besiegte er dabei Uwe Friedrich durch Abbruch in der dritten Runde. Bei den Europameisterschaften dieses Jahres in Köln besiegte er Ace Rusevski aus Jugoslawien nach Punkten (4:1) und gewann gegen Werner Schäfer aus der Bundesrepublik Deutschland, weil dieser wegen einer Verletzung in der dritten Runde aus dem Kampf genommen werden musste. Im Halbfinale unterlag er aber wieder einem sowjetischen Boxer, Serik Qonaqbajew, der gegen ihn in der dritten Runde durch Abbruch siegte.
Im Olympiajahr 1980 gewann Karl-Heinz Krüger mit einem Punktsieg über Ralf Hunger erneut die DDR-Meisterschaft, aber im Weltergewicht. In dieser Gewichtsklasse startete er auch bei den Olympischen Spielen in Moskau und erkämpfte sich mit Punktsiegen über Mohammad Ali Eldachan, Syrien (5:0), Lucas Msomba, Tansania (5:0) und Joey Frost, Vereinigtes Königreich (5:0) eine Bronzemedaille. Der Griff auf die Goldmedaille wurde ihm im Halbfinale von Andrés Aldama aus Kuba, der ihn nach Punkten schlug (0:5), verwehrt.
1981 musste Karl-Heinz Krüger bei der DDR-Meisterschaft im Finale im Kampf gegen Michael Timm eine Punktniederlage hinnehmen. Es zeichnete sich schon ab, dass ihn in der DDR junge und hungrige Boxer gerne ablösen würden. Bei den Boxeuropameisterschaften 1981 im finnischen Tampere ließ er aber noch einmal sein Können aufblitzen und gelangte mit Siegen über Victor Carvalho, Portugal, Michael Kopzog, BRD u. Vesa Koskela, Schweden in das Finale. In diesem unterlag er wiederum gegen Serik Qonaqbajew. Mit der EM-Silbermedaille gewann er aber schon seine fünfte Medaille in Folge bei einer internationalen Meisterschaft.
Es gelang Karl-Heinz Krüger auch noch 1982 seinen Platz in der DDR-Nationalmannschaft zu behalten. Er startete deshalb bei der Weltmeisterschaft dieses Jahres in München, unterlag dort aber schon in der Runde der letzten „32“ gegen Kornan Kanyoike aus Kenia nach Punkten (1:4) und landete deshalb auf dem 17. Platz. Danach beendete er seine internationale Boxerlaufbahn.
Krüger übernahm ein Traineramt bei seinem Verein, dem ASK Vorwärts Frankfurt (Oder). Auch nach der deutschen Wiedervereinigung blieb er Trainer in Frankfurt (Oder), weil dort ein Leistungsstützpunkt des Deutschen Boxsport-Verbandes (DABV) errichtet wurde. Außerdem wurde er Cheftrainer der bei der Sportfördergruppe der Bundeswehr in Frankfurt (Oder). Es gelang ihm dabei viele Boxer in die internationale Spitzenklasse zu bringen. Namen wie Falk Huste, Kay Huste, Dirk Eigenbrodt, Torsten May (Olympiasieg 1992 in Barcelona) und Sebastian Köber sind nur einige, die die erfolgreiche Trainerarbeit Karl-Heinz Krügers bezeugen.

## Internationale Erfolge
| Jahr | Platz | Wettbewerb                                                                        | Gewichtsklasse | |
| 1976 | 2     | "Giraldo-Cordova-Cardin"-Memorial in Pinar del Río                                | Welter         | nach Punktniederlage im Finale gegen Emilio Correa, Kuba |
| 1977 | 2     | EM in Halle (Saale)                                                               | Welter         | mit Punktsiegen über Bolesław Nowik, Polen (5:0), Gianfranco Rosi, Italien (5:0) und Vasile Cicu, Rumänien (5:0) und einer Punktniederlage gegen Waleri Limasow, UdSSR (0:5)                                            |
| 1977 | 2     | 13. Armee-Meisterschaft der Armeen des Warschauer Paktes (SKDA-Meist.) in Havanna | Welter         | mit einer Punktniederlage im Finale gegen Andrés Aldama, Kuba (2:3) |
| 1978 | 1     | TSC-Turnier in Berlin                                                             | Halbwelter     | mit einem Punktsieg im Finale über Ivan Merino, Kuba (4:1) |
| 1978 | 3     | WM in Belgrad                                                                     | Halbwelter     | mit einem Punktsieg über Lemuel Steeples, USA (5:0), einem Abbruch-Sieg in der zweiten Runde über Christos Kakouris, Griechenland und einer Punktniederlage gegen Memet Bogujevci, Jugoslawien (2:3)                    |
| 1978 | 3     | 14. SKDA-Meisterschaft in Lwow                                                    | Halbwelter     | mit einem Punktsieg über Bogdan Gajda, Polen und einer Punktniederlage gegen Alexei Galuschko, UdSSR |
| 1979 | 1     | Chemie-Pokal in Halle (Saale)                                                     | Halbwelter     | mit Punktsieg im Finale über Uwe Friedrich, DDR |
| 1979 | 3     | EM in Köln                                                                        | Halbwelter     | mit einem Punktsieg über Ace Rusevski, Jugoslawien (4:1), einem Abbruch-Sieg in der dritten Runde (Verletzung) über Werner Schäfer, BRD und einer Abbruch-Niederlage in der dritten Runde gegen Serik Qonaqbajew, UdSSR |
| 1979 | 3     | TSC-Turnier in Berlin                                                             | Halbwelter     | nach Punktniederlage im Halbfinale gegen Wladimir Bobkow, UdSSR (2:3) |
| 1980 | 2     | Chemie-Pokal in Halle (Saale)                                                     | Welter         | nach KO-Niederlage in der zweiten Runde im Finale gegen Mihai Ciobotaru, Rumänien |
| 1980 | 3     | OS in Moskau                                                                      | Welter         | mit Punktsiegen über Mohammad Ali Eldachan, Syrien (5:0), Lucas Msomba, Tansania (5:0) und Joey Frost, Vereinigtes Königreich und einer Punktniederlage gegen Andrés Aldama (0:5)                                       |
| 1981 | 1     | Chemie-Pokal in Halle (Saale)                                                     | Welter         | mit Abbruch-Sieg in der zweiten Runde über Jörg Richter, DDR |
| 1981 | 2     | EM in Tampere                                                                     | Welter         | mit einem Abbruchsieg in der zweiten Runde über Victor Carvalho, Portugal, Punktsiegen über Michael Kopzog, BRD (4:1) und Vesa Koskela, Schweden (5:0) und einer Punktniederlage gegen Serik Qonaqbajew (0:5)           |
| 1981 | 1     | TSC-Turnier in Berlin                                                             | Welter         | mit einem kampflosen Sieg über Michael Timm, DDR |
| 1982 | 2     | Chemie-Pokal in Halle (Saale)                                                     | Welter         | mit einem Punktsieg über Manfred Zielonka, BRD und einem kampflosen Sieg über Andrés Aldama |
| 1982 | 17    | WM in München                                                                     | Welter         | nach einer Punktniederlage in der Runde der letzten „32“ gegen Kornan Kanyoike, Kenia (1:4) |
| 1982 | 2     | „Volksstimme“-Turnier in Wien                                                     | Welter         | mit einem Punktsieg über Czeslaw Slawinski, Polen (5:0) und einer Punktniederlage gegen Serik Qonaqbajew (0:5) |

## DDR-Meisterschaften
| Jahr | Platz | Gewichtsklasse |                                                                                 |
| 1976 | 3     | Welter         | hinter Jochen Bachfeld, SC Traktor Schwerin und Peter Spilski, SC Dynamo Berlin |
| 1977 | 1     | Welter         | mit Punktsieg im Finale über Detlef Kästner, SC Dynamo Berlin                   |
| 1978 | 2     | Halbwelter     | nach Punktniederlage im Finale gegen Olaf Schneider, SC Dynamo Berlin (2:3)     |
| 1979 | 1     | Halbwelter     | mit Abbruch-Sieg in der dritten Runde über Uwe Friedrich, SG Wismut Gera        |
| 1980 | 1     | Welter         | mit Punktsieg im Finale über Ralf Hunger, SC Chemie Halle (5:0)                 |
| 1981 | 2     | Welter         | nach Punktniederlage im Finale gegen Michael Timm, SC Traktor Schwerin (0:5)    |

## Länderkämpfe
| Jahr | Ort             | Begegnung           | Gewichtsklasse | Ergebnis                                              |
| 1975 | Karl-Marx-Stadt | DDR gegen Polen     | Welter         | Punktsieger über Zbigniew Kicka (2:1)                 |
| 1976 | Sofia           | Bulgarien gegen DDR | Welter         | kampfloser Sieger                                     |
| 1976 | Wrocław         | Polen gegen DDR     | Welter         | Punktsieger über Jozef Stachowiak (3:0)               |
| 1976 | Krakau          | Polen gegen DDR     | Welter         | Punktniederlage gegen Zbigniew Kicka (1:2)            |
| 1976 | Potsdam         | DDR gegen Bulgarien | Welter         | Punktsieger über Wiktor Tuschew                       |
| 1979 | Schwerin        | DDR gegen Uganda    | Halbwelter     | Punktsieger über Vitalis Nyamolo                      |
| 1979 | Chrystal Bay    | USA gegen DDR       | Halbwelter     | Punktsieger über Larry Tatman                         |
| 1979 | Burlington      | USA gegen DDR       | Halbwelter     | Punktsieger über Ronnie Romero                        |
| 1979 | Rostock         | DDR gegen Rumänien  | Halbwelter     | Punktsieger über Dragomir Ilic                        |
| 1980 | Schwerin        | DDR gegen USA       | Halbwelter     | Punktniederlage gegen Johnny Bumphus (0:3)            |
| 1981 | Warschau        | Polen gegen DDR     | Welter         | Punktsieger über Kazimierz Szczerba (3:0)             |
| 1982 | Syracuse        | USA gegen DDR       | Welter         | Abbruch-Sieger in der dritten Runde über Roman George |
| 1982 | Atlantic City   | USA gegen DDR       | Welter         | Sieger über ?                                         |